# روچوک
روچوک (به ترکی آذربایجانی: Ruçuq) یک روستا در جمهوری آذربایجان است که در شهرستان قوبا واقع شده‌است.